# Juan Manuel Rodríguez (Politiker)

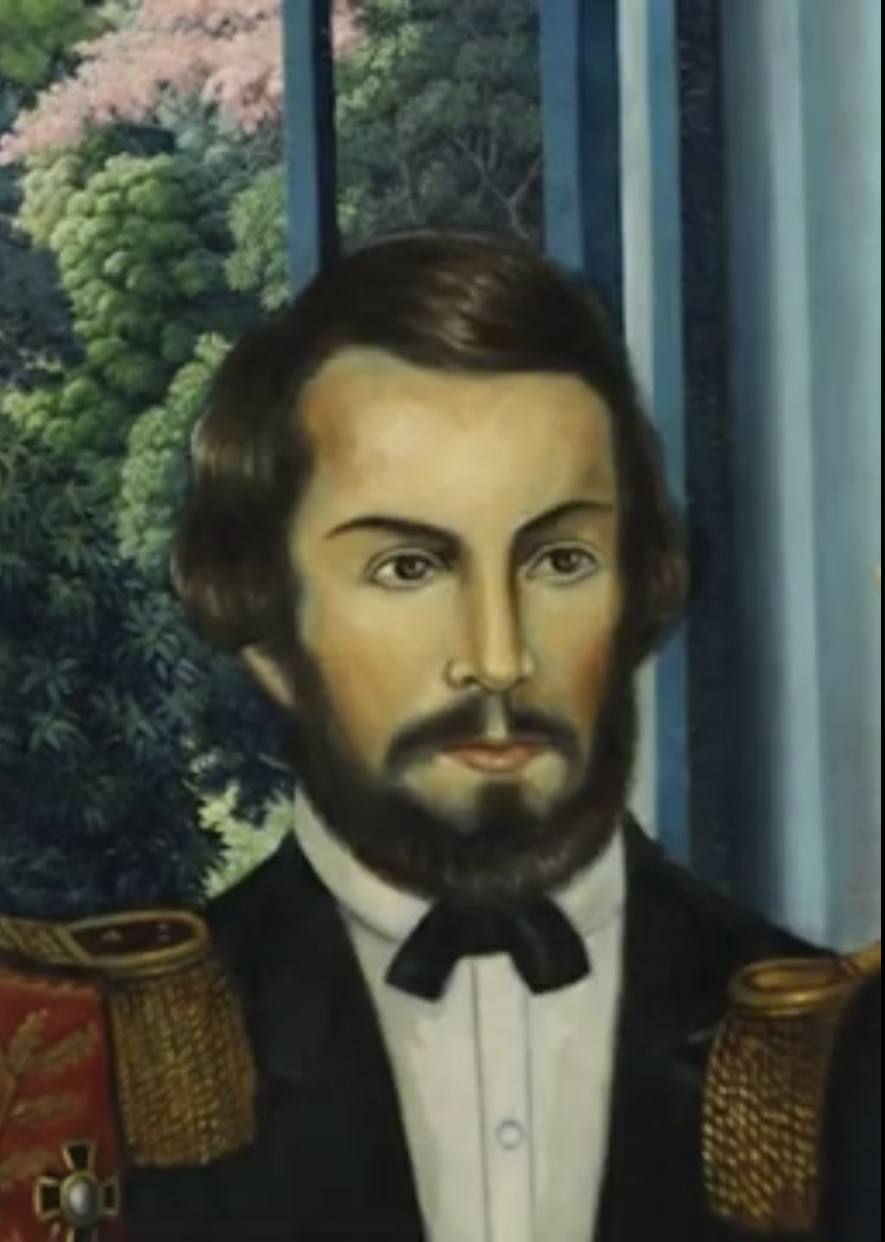
Juan Manuel Rodríguez

Juan Manuel Rodríguez (* 31. Dezember 1771 in San Salvador; † 1847 in Cojutepeque) war ein salvadorianischer Politiker. Vom 22. April bis zum 1. Oktober 1824 bekleidete er das Amt des „Jefe Supremo“ des Bundesstaates El Salvador in der Zentralamerikanischen Konföderation.

## Leben
Seine Eltern waren Josefa Rodríguez und Pedro Delgado. Juan Manuel Rodríguez war Mitglied der Partido Liberal, welche damals auch Fiebre genannt wurde.
Er war „Prócer“, ein Mitglied der frühen, zunächst gescheiterten Unabhängigkeitsbewegung in Neuspanien von Spanien 1811 und 1814. Zu dieser Gruppe gehörten José Matías Delgado y de León, Manuel José Arce y Fagoaga, Manuel und Vicente Aguilar.
Er war Sekretär einer Junta im November 1811, welche als erste Regierung der unabhängigen Provinz El Salvadors fungierte. 1814 war er Bürgermeister von San Salvador. Er von der Kolonialmacht zu sechs Jahren Haft verurteilt, kam in Haft und wurde 1819 begnadigt. Im November 1821 wurde er zum Sprecher der Regierungsjunta der Provinz San Salvador (damals Synonym für El Salvador) ernannt. Im Januar 1822 unterschrieb er die Seprartionsverfügung mit welcher sich San Salvador vom ehemaligen Vicekapitanat Guatemala löste. und versuchte damit die Annexion durch das mexikanische Imperium zu verhindern. Mit anderen Abgeordneten des Provinzparlamentes wurde er nach Washington gesandt, um die Möglichkeit eines Anschlusses von El Salvador an die USA zu verhandeln, doch die Verhandlungen stockten, bis das mexikanische Imperium zerfiel.
Die verfassungsgebende Versammlung ernannte ihn am 22. April 1824 zum Staatschef. Juan Manuel Rodríguez dekretierte am folgenden Tag, dass Jedermann in der Republik frei sei und Jener, der in das Land komme, nicht Sklave sein könne. Ebenso dekretierte die Regierung des Staates die Wahl des Bischofs von San Salvador und investierte José Matías Delgado y de León.
Im Mai 1824 veröffentlichte die verfassungsgebende Versammlung eine Verfassung.
Im Juni 1824 eröffnete er die erste Regierungsdruckerei von El Salvador. Die erste Zeitung taufte er El Portador de la BuenaNueva eine Wochenzeitung für Politik und Handel sie erschien am 31. Juli 1824.
Er starb an Cholera auf seiner Hacienda San Jerónimo in der Nähe von Cojutepeque.